# Laseczka tężca
Laseczka tężca (łac. Clostridium tetani) – bakteria Gram-dodatnia tworząca przetrwalniki (endospory) umieszczone na końcu komórki, w obrazie mikroskopowym przypominające "pałeczki dobosza". Należy do bezwzględnych beztlenowców (żyją i rozwijają się jedynie w środowisku pozbawionym tlenu atmosferycznego).

## Czynniki chorobotwórcze
W miejscu zakażenia C. tetani wydziela tetanospazminę – silną neurotoksynę, która powoduje nagromadzenie się acetylocholiny w płytkach nerwowo-mięśniowych powodując porażenie spastyczne.

## Patogeneza
Zakażenie następuje podczas urazów penetrujących skażonych glebą, warunkujących rozwój beztlenowy – drobnoustrój zaczyna wydzielać toksynę, która drogą aksonalną dociera do rdzenia kręgowego, w którym zaburza działanie hamujące neuronów wstawkowych. Okres inkubacji trwa od kilku dni (w przypadku ciężkiego przebiegu choroby) do miesiąca (w przypadku mniej groźnego zakażenia).

## Objawy kliniczne
- Tężec miejscowy
- Tężec obejmujący mięśnie głowy związany z zaburzeniem funkcji jednej z gałęzi nerwu twarzowego (VII)
- Tężec uogólniony – najczęstszą postać choroby charakteryzuje skurcz silnych grup mięśni: szczękościsk, uśmiech sardoniczny.

## Epidemiologia
rezerwuary: koniowate, ścieki, odchody

## Leczenie
- chirurgiczne opracowanie rany
- należy podać immunoglobulinę tężcową i antytoksynę tężcową, aby uzyskać bierną, a następnie czynną i długotrwałą odporność
- antybiotykiem z wyboru jest metronidazol[1]
- leczenie podtrzymujące: podtrzymanie oddychania, izolacja pacjenta, trzymanie go w miejscu cichym i ciemnym, ponieważ silne bodźce zewnętrzne mogą wywołać napady skurczowe

## Profilaktyka
Uodpornienie anatoksyną tężcową po podaniu szczepionki Di-Per-Te.